# Vestec (ort i Tjeckien, Mellersta Böhmen, lat 49,98, long 14,50)
Vestec är en ort i Tjeckien.   Den ligger i regionen Mellersta Böhmen, i den centrala delen av landet, 13 km sydost om huvudstaden Prag. Vestec ligger 331 meter över havet och antalet invånare är 1 143.
Terrängen runt Vestec är huvudsakligen platt, men västerut är den kuperad. Runt Vestec är det ganska tätbefolkat, med 60 invånare per kvadratkilometer. Närmaste större samhälle är Prag, 13,4 km nordväst om Vestec. Trakten runt Vestec består till största delen av jordbruksmark.